# 장사래어린이도서관
장사래어린이도서관은 인천광역시 미추홀구 소재의 구립 어린이 도서관이다.

## 연혁
- 2012년 3월 12일 장사래도서관 개관

## 시설현황
- 1층: 주차장, 계단실
- 2층: 자료열람실, 영유아 수면실, 유아열람실
- 3층: 다목적실, 휴게실, 자원봉사자실

## 이용 안내
- 평일, 토요일, 일요일: 오전 10시 ~ 오후 6시
- 월요일과 법정 공휴일은 휴관